# Rodrigo Lemos (futbolista uruguayo)
Rodrigo Lemos (n. 5 de julio de 1990 en Montevideo) es un futbolista uruguayo profesional, su posición es la de defensor, surgido de las divisiones menores del Club Atlético Huracán, en Argentina.

## Trayectoria

### Huracán
Debuta oficialmente en Primera División el 9 de octubre de 2010 ante All Boys, desde su aparición siempre se ha rendido, gracias a su rendimiento disputó entre el Apertura 2010 y el Clausura 2011 un total de 10 partidos. Logró cierta continuidad y en la temporada 2011/2012 ha disputado 11 partidos.

### Chacarita
En agosto de 2012 es cedido a préstamo al club de San Martín, el Chacarita Juniors.
Jugo una gran temporada en Chacarita, fue el jugador más regular junto a Pisano.

## Clubes
| Club                  | País      | Año             |
| --------------------- | --------- | --------------- |
| Club Atlético Huracán | Argentina | 2010 - 2012     |
| Chacarita             | Argentina | 2012 - 2014     |
| Club Deportivo Morón  | Argentina | 2014 - Presente |